# Anjali Gopalan
Anjali Gopalan (uttal (fil)), född 1 september 1957 i Chennai i Indien, är en indisk människo- och djurrättsaktivist.

## Biografi
Anjali Gopalan avlade sin examen i journalistik och kommunikationsvetenskap vid Indian Institute of Mass Communication i New Delhi och avlade sedan sin masterexamen i interkulturellt ledarskap i Brattleboro i Vermont.
Efter sina studier arbetade hon som socialarbetare i New York, där hon bland annat stöttade papperslösa migranter från Sydostasien. År 1994 flyttade Gopalan tillbaka till Indien och grundade där den ideella organisationen Naz Foundation som arbetar med vård och prevention relaterat till hiv/aids. Hon grundade 1996 Delhis första hivklinik. År 2006 valdes hon in som fellow i den ideella organisationen Ashoka, som arbetar med att stötta socialt företagande i världen.
Gopalan grundade 2012 djurrättsorganisationen All creatures great and small, ACGS, som driver djurhem och veterinärklinik för herrelösa djur.
Gopalan och Naz Foundation var drivande i den sjutton år långa rättsprocess som 2018 avskaffade Section 377, den del i den brittiska koloniallagen från 1860 som kriminaliserade homosexualitet. För sitt arbete för homosexuella, transpersoner och hivsmittades rättigheter, tilldelades hon 2013 Hederslegionen av franska staten.